# 한국조리예술세계화연구원
한국조리예술세계화연구원은 우리전통의 음식문화, 건강조리들을 발굴하고 보존하여 개발 보급하면서 교육을 통해 우리 국민은 물론, 세계화하여 일류모두가 영육으로 건강하게 살아갈 수 있도록 이바지함을 목적으로 2007년 4월 9일 설립허가된 대한민국 농림축산식품부 소관의 재단법인이다. 사무실은 서울특별시 관악구 남현동 1060-18, 9층에 있다.